# Leonard Allinson
Sir Walter Leonard Allinson KCVO CMG (* 1. Mai 1926 in Tottenham, London; † 28. Dezember 2022) war ein britischer Diplomat, der unter anderem zwischen 1978 und 1980 Hochkommissar in Sambia und zuletzt von 1982 bis 1986 Hochkommissar in Kenia sowie zugleich Botschafter bei dem in Nairobi ansässigen Umweltprogramm der Vereinten Nationen (UNEP) war.

## Leben
Allinson begann nach dem Besuch der Friern Barnet Grammar School 1944 ein Studium am Merton College der University of Oxford und trat nach dessen Abschluss 1947 in den öffentlichen Dienst ein. Zunächst war er Leitender Assistent in der Erdölabteilung des Ministeriums für Brennstoffe und Energie (Ministry of Fuel and Power) und wechselte 1948 ins Bildungsministerium (Ministry of Education). Dort war er anfangs ebenfalls Leitender Assistent und zwischenzeitlich von 1953 bis 1954 stellvertretender Privatsekretär der damaligen Bildungsministerin Florence Horsbrugh, ehe er zuletzt zwischen 1954 und 1958 dort Leitender Beamter (Principal) war.
1958 wechselte er in das Ministerium für die Beziehungen zum Commonwealth of Nations (Commonwealth Relations Office) und damit in den diplomatischen Dienst für die Beziehungen mit diesen Staaten. Seinen ersten Auslandsposten bekleidete Allinson von 1960 bis 1962 als Erster Sekretär beim Hochkommissar in Pakistan und wurde während dieser Zeit 1961 Mitglied des Royal Victorian Order (MVO). Er war nach einer erneuten Verwendung im Commonwealth Relations Office zwischen 1963 und 1966 Erster Sekretär beim Hochkommissar in Indien. 1966 kehrte er in das aus dem Commonwealth Relations Office (CRO) hervorgegangenen Ministerium für Commonwealth-Angelegenheiten (Commonwealth Office) zurück und wurde im März 1968 im Range eines Botschaftsrats Leiter der Politischen Abteilung des Ministeriums für Commonwealth-Angelegenheiten. Nachdem im Oktober 1968 das Ministerium für Commonwealth-Angelegenheiten mit dem Außenministerium (Foreign Office) zum Ministerium für Auswärtiges und Angelegenheiten des Commonwealth of Nations (Foreign and Commonwealth Office) zusammengelegt wurde, war er zunächst stellvertretender Leiter und später bis 1970 Leiter des Büros des Ständigen Unterstaatssekretärs des Ministeriums.
Nach Beendigung dieser Tätigkeit war Allinson am Hochkommissariat in Kenia tätig und dort anfangs als Botschaftsrat Kanzler sowie anschließend von 1972 bis 1974 stellvertretender Hochkommissar und damit Ständiger Vertreter des damaligen Hochkommissars Arthur Antony Duff. Nachdem er 1974 einen Lehrgang am Royal College of Defence Studies (RCDS) in London besucht hatte, war er kurzzeitig im Inspektorat für den diplomatischen Dienst tätig und danach zwischen 1975 und 1977 Gesandter und stellvertretender Hochkommissar in Indien. Am 1. Januar 1976 wurde er Companion des Order of St. Michael and St. George (CMG).
1978 übernahm Allinson als Nachfolger von Stephen Miles schließlich den Posten als Hochkommissar in Sambia und verblieb auf diesem Posten bis zu seiner Ablösung durch John Rodney Johnson 1980. Am 3. August 1979 wurde er zum Knight Commander des Royal Victorian Order (KCVO) geschlagen, so dass er fortan den Namenszusatz „Sir“ führte. Daraufhin kehrte er 1980 ins Außenministerium zurück und war dort als Assistant Under-Secretary of State Leiter der Afrika-Abteilung. Zuletzt wurde er 1982 Nachfolger von John Robert Williams als Hochkommissar in Kenia und war zugleich als Botschafter bei dem in Nairobi ansässigen Umweltprogramm der Vereinten Nationen (UNEP) akkreditiert. Auf diesen Posten verblieb er bis zu seinem Eintritt in den Ruhestand 1986 und wurde danach erneut durch John Rodney Johnson abgelöst.